# Higino Lopes Cardoso
Higino Pedro Lopes Cardoso é um político da Guiné Bissau.
Foi eleito deputado à Assembleia Nacional Popular, pelo Partido Africano para a Independência da Guiné e Cabo Verde, em 2015, e novamente em 2019, pelos sectores de Bedanda, Cacine e Quebo, da região de Tombali.